# Mantelsonntag
Der Mantelsonntag ist ein inoffizieller Festtag, der in vielen Städten in Deutschland und in Luxemburg begangen wird.

## Deutschland
Heutzutage wird der Mantelsonntag noch in zahlreichen, überwiegend katholischen Städten als verkaufsoffener Sonntag im Oktober begangen, so in
- Ahaus
- Aschaffenburg
- Bad Brückenau
- Bad Kissingen
- Bad Kreuznach
- Bad Neustadt an der Saale
- Beckum
- Bingen
- Borken
- Hofheim in Unterfranken
- Idar-Oberstein
- Lahr
- Limburg an der Lahn
- Lohr am Main
- Mainz
- Miltenberg
- Neumarkt-Sankt Veit
- Neunkirchen (Saar)
- Oberkirch
- Osterhofen
- Passau
- Prüm
- Püttlingen
- Rosenheim
- Saarlouis
- Schleswig
- Schwandorf
- Schweighausen
- Schweinfurt
- Speyer
- Trier
- Worms
- Würzburg

Kritiken am Mantelsonntag kommen insbesondere von den Kirchen, die darin einen Verstoß gegen die Sonntagsruhe und das Sabbatgebot bzw. das Sonntagsgebot sehen. In Bad Kreuznach wurde er, nach einer Klage der Gewerkschaft Verdi, wenige Tage vorher verboten.

## Luxemburg
In Luxemburg haben am "Mantelsonntag" (luxemburgisch Mantelsonndeg) zahlreiche Geschäfte geöffnet. Es war dies auch in Luxemburg in früherer Zeit für die Landbewohner die letzte Gelegenheit, um sich einen Mantel für den Friedhofsbesuch an Allerheiligen zu kaufen. Heutzutage ist es auch in Luxemburg lediglich eine weitere Möglichkeit, um einzukaufen.